# Millettia conraui
Millettia conraui é uma espécie vegetal da família Fabaceae.
Pode ser encontrada nos seguintes países: Camarões e Nigéria.
Está ameaçada por perda de habitat.